# Takayo Fischer
Takayo Fischer (Kings County, 25 november 1932), geboren als Takayo Tsubouchi, is een Amerikaanse actrice en stemactrice.

## Biografie
Fischer werd geboren in de census-designated place Hardwick in Kings County als dochter van Japanse immigranten. Later verhuisde zij naar Chicago en zij ging van 1951 tot en met 1953 studeren aan het Rollins College in Winter Park. Toen zij haar diploma kreeg, trouwde zij dezelfde dag en werd mettertijd moeder van drie kinderen. Later kwam het tot een scheiding en in 1980 trouwde ze opnieuw en heeft hieruit twee kinderen, en woont nu met haar gezin in Los Angeles.

## Filmografie

### Films
Selectie:
- 2011 Moneyball – als Suzanne
- 2007 Pirates of the Caribbean: At World's End – als mistress Ching
- 2006 The Pursuit of Happyness – als mrs. Chu
- 2006 Only the Brave – als mrs. Nakajo
- 2005 Memoirs of a Geisha – als eigenaresse van Tanizato Teahouse
- 2005 War of the Worlds – als ouder vrouw
- 1991 Showdown in Little Tokyo – als Mama Yamaguchi
- 1990 Pacific Heights – als bankmedewerkster
- 1988 Internal Affairs – als Mme. Binh

### Televisieseries
Uitgezonderd eenmalige gastrollen.
- 2020-2021 The Baby-Sitters Club - als Mimi Yamamoto - 7 afl.
- 2005-2008 Boston Legal – als klerk – 9 afl.
- 2006-2008 Avatar: The Last Airbender – als stem  - 5 afl.
- 2001 Batman Beyond – als Kairi Tanaga – 2 afl.
- 1999-2001 7th Heaven – als Sachiko Ishida – 2 afl.
- 1978-1980 Battle of the Planets – als stem – 85 afl.

- International Standard Name Identifier: 0000 0000 3253 872X
- Library of Congress Control Number: n98023021
- Virtual International Authority File: 11618071
- WorldCat: E39PBJqBpWpj7Hb9W8ptfWpgKd